# الکساندر فون کیسرلینگ
الکساندر فون کیسرلینگ (انگلیسی: Alexander von Keyserling; 27 august [سبک قدیمی: 15] 1815 – 20 may [سبک قدیمی: 8] 1891) دانشمند در زمینه زمین‌شناسی اهل امپراتوری روسیه بود.
وی همچنین برندهٔ جوایزی همچون مدرک افتخاری شده‌است.